# 范鳴謙
范鳴謙（1539年—1585年），字貞夫，號继川，直隸常州府江陰縣人，民籍，明朝政治人物。

## 生平
嘉靖四十年（1561年）辛酉科應天府鄉試第一百二十五名。隆慶五年（1571年），登辛未科第三甲第九十二名進士。刑部觀政，授高安知县，丁憂歸。萬曆二年（1574年）任福建龍溪縣知縣。八年六月考选为湖广道试监察御史，九年七月實授，巡按直隶、真定、顺德、广平等府，十一年巡按浙江，十三年卒。

## 家族
曾祖父范惟善；祖父范秉道；父范沐，母卞氏。慈侍下。兄范鳴和。